# Mike Henry (szinkronszínész)
Michael Robert Henry (Pontiac, Michigan, 1965. november 7.) amerikai szinkronszínész, író, producer.
Leginkább a Family Guy című rajzfilmsorozatban végzett szinkronmunkáiról ismert, többek között Cleveland Brown hangjaként.

## Fiatalkora
1965. november 7-én született a michigani Pontiacban. Van egy testvére, Patrick.
Nyolc éves volt, amikor szülei elváltak, így a fiúkat anyjuk nevelte fel. Ösztöndíjat nyert a közeli Collegiate Schoolba, ahol tanulmányait végezte. 1988-ban diplomázott a Washington and Lee University hallgatójaként. Ugyan érdekelte a humor, de Henry úgy gondolta, hogy nem tudna belőle karriert csinálni, így az "üzleti dolgok" irányába fordult.

## Pályafutása
Egy kis ideig reklámokban szerepelt, majd 24 éves korában Kaliforniába költözött, hogy a színészettel foglalkozzon. Ezt követően a Groundlings Theaterben vett leckéket és stand-upolt. Ezután visszatért Virginiába, és humoros rövidfilmeket készített. Eben az időben gyakran szerepelt testvére filmjeiben. A Rhode Island School of Design iskolában ismerkedett meg Seth MacFarlane-nel, aki Patrick szobatársa volt.
Henry később New Yorkba költözött. Reklámokban szerepelt, tanult az Upright Citizens Brigade Theaterben és Patrickkel együtt humoros rövidfilmeket készített a Burly Bear Network nevű tévécsatornának.
A Family Guy című animációs sorozat szinkronhagjaként vált ismertté. Több szereplőt is megszólaltat a sorozatban, például Cleveland Brownt (2020-ig), Herbertet, Bruce-t és Consuelát, illetve több mellékszereplő hangját is ő szolgáltatja. Néhány epizód írója és producere is volt. A Cleveland-showban (2009–2013) ő volt Cleveland Brown és Rallo Tubbs hangja. Továbbá ő alakítja Dannt az Orville című sorozatban.
2020. június 26-án bejelentette, hogy nem szólaltatja meg többé Cleveland Brownt. Ezt azzal indokolta, hogy „színesbőrű embernek kéne megszólaltatnia egy színesbőrű karaktert.” Wendell Pierce színész ezt követően kampányt indított, hogy ő legyen Cleveland új hangja. 2020. szeptember 25-én bejelentették, hogy a huszadik évadtól kezdve Arif Zahir lesz Cleveland új hangja.

## Magánélete
2002-ben házasodott össze Linda Murray-vel, három év után elváltak. Egy fiuk született, Jack.  2007 óta Sara Voelker a felesége. Van egy lányuk, Josie. A virginiai Henrico városban élnek.

## Filmográfia

### Film
| Év   | Magyar cím                | Eredeti cím                       | Szerep                                                                                        | Megjegyzések                           |
| ---- | ------------------------- | --------------------------------- | --------------------------------------------------------------------------------------------- | -------------------------------------- |
| 2005 |                           | Stewie Griffin: The Untold Story  | Cleveland Brown Herbert Bruce zsírral bekent siket fickó Fred Rogers egyéb szereplők (hangja) | DVD-film szinkronszínész és koproducer |
| 2012 | Ted                       | Ted                               | déli hírolvasó                                                                                | cameo                                  |
| 2014 | Hogyan rohanj a veszTEDbe | A Million Ways to Die in the West | Cowboy                                                                                        | cameo                                  |

### Televízió
| Év        | Magyar cím                | Eredeti cím                                | Szerep | Megjegyzések                                            |
| --------- | ------------------------- | ------------------------------------------ | --- | ------------------------------------------------------- |
| 1999–     | Family Guy                | Family Guy                                 | Herbert Bruce zsírral bekent siket fickó egyéb szereplők (hangja)                                                     | producer/koproducer, sztori szerkesztője tanácsadó, író |
| 1999–2021 | Family Guy                | Family Guy                                 | Cleveland Brown Rallo Tubbs Consuela Fouad                                                                            |                                                         |
| 2003      |                           | Kicked in the Nuts!                        | herén rúgott fickó | társalkotó rendező, író, producer, vágó                 |
| 2003–2006 | Szívek szállodája         | Gilmore Girls                              | Ed | 4 epizód                                                |
| 2005–2010 | Robotcsirke               | Robot Chicken                              | több szereplő (hangja)                                                                                                | 4 epizód                                                |
| 2005–     | Amerikai fater            | American Dad!                              | Jackson / egyéb szereplők (hangja)                                                                                    |                                                         |
| 2007      | Dokik                     | Scrubs                                     | urológus | 1 epizód                                                |
| 2007      |                           | Blue Harvest                               | Cleveland Brown (R2-D2) Herbert (Obi-Wan Kenobi) Bruce (Greedo) Fouad (birodalmi hivatalnok) egyéb szereplők (hangja) | tévéfilm                                                |
| 2009–2013 | A Cleveland-show          | The Cleveland Show                         | Cleveland Brown Rallo Tubbs egyéb szereplők (hangja)                                                                  | 88 epizód társalkotó, vezető producer és író            |
| 2010      |                           | Something, Something, Something, Dark Side | Cleveland Brown (R2-D2) Herbert (Obi-Wan Kenobi) Bruce (Piett százados) Consuela egyéb szereplők (hangja)             | tévéfilm                                                |
| 2010      |                           | Robot Chicken: Star Wars Episode III       | Yaddle (hangja) | különkiadás                                             |
| 2011      |                           | It's a Trap!                               | Cleveland Brown (R2-D2) Herbert (Obi-Wan Kenobi) Rallo Tubbs (Nien Nunb) Consuela (droid) egyéb szereplők (hangja)    | tévéfilm                                                |
| 2011      |                           | Night of the Hurricane                     | Cleveland Brown Rallo Tubbs Dwayne Meighan egyéb szereplők (hangja)                                                   | különkiadás                                             |
| 2017–     | Az Orville: Új horizontok | The Orville                                | Dann | magyar hangja Dévai Balázs                              |
| 2024      | Ted                       | Ted                                        | banki alkalmazott | 1 epizód                                                |